# Мартин Шпанберг
Мартин Петрович Шпанберг (на руски: Мартын Петрович Шпанберг) е руски изследовател, капитан първи ранг, от датски произход.

## Произход и ранни години (1696 – 1725)
Роден е на 31 декември 1696 година в Дания. Не е известно кога преминава на руска служба, но през 1724 е изпратен в плаване до Любек с два кораба натоварени с пътници и поща.

## Експедиционна дейност (1725 – 1742)

### Участие в Първа Камчатска експедиция (1725 – 1730)
От 1725 до 1730 г. взема участие в Първата Камчатска експедиция на кораба „Свети Гавраил“ под командването на Витус Беринг. Ръководи строежа на кораби на река Лена за изследване на водния път и прехвърлянето на товари и стоки от Болшерецк до Нижнекамчатск. През 1726 г. е произведен в чин лейтенант.

### Експедиция до Япония и Курилски о-ви (1738 – 1742)
След завръщането си от Първата Камчатска експедиция предлага на императрицата план за плаване към бреговете на Америка и Япония за установяване на търговски отношения.
През 1733, вече като капитан 3-ти ранг, е назначен от Адмиралтейството за ръководител на експедиция, чиято задача е да опише бреговете на Япония, да изследва и картира Курилските о-ви и река Амур. За тази цел в Охотск са построени два нови кораба и един е ремонтиран. Шпанберг става командир на един от корабите, а другите два се командват от Уилям Уолтън (англичанин на руска служба) и Алексей Елизарович Шелтинг (1717 – 1772).
На 15 юли 1738 г. флотилията отплава от Болшерецк, но след четири дни в гъстата мъгла Шелтинг изостава и се връща обратно. След още пет дни се загубва и Уолтън и Шпанберг остава сам. Плава покрай Курилските о-ви до протока Фриз (45º 30` с.ш.), като изследва, картира и наименува 31 неизвестни дотогава острови и на 17 август се завръща в Болшерецк.
Уолтън, след като се разделя с Шпанберг, достига до източния бряг на остров Хокайдо (п-ов Немуро, 43° 20' с.ш.), картира 26 острова от Курилските о-ви и на 27 август се завръща в Болшерецк.
На 21 май 1739, вече с четири кораба, Шпанберг предприема ново плаване на юг. Флотилията достига до 42º с.ш., където търси митическата земя „Жуан да Гама“. След като естествено не намира земя Шпанберг поема на югозапад. На 39° 30' с.ш. Уолтън отново изостава. Останалите три кораба на 16 юни достигат до североизточния бряг на остров Хоншу (залива Сендай, 38º 15` с.ш.). Японците ги посрещат дружелюбно, но руснаците не се решават да слязат на брега и на 23 юни вдигат котва и се отправят към дома. На обратния път (отново след Мартин Геритсон Фриз) от 3 до 7 юли открива Южните Курилски о-ви и на 14 август се завръща на Камчатка, без да изпълни нарежданията за установяване на взаимоотношения с японците.
След раздялата си с флотилията на 16 юни Уолтън достига до югоизточния край на остров Хоншу и изпраща на брега осем души за вода, като японците им помагат да напълнят буретата. От там Уолтън продължава на юг и на 33° 28' с.ш. хвърля котва до един от островите Идзуситито, където престоява един ден и през юли се завръща в Охотск.
След завръщането си Шпанберг обсъжда с Беринг своя план за плаване към новооткритите острови и налагането на руско поданство на тамошното население. Беринг одобрява плана му и го изпраща в Петербург за окончателно решение. По това време в адмиралтейството постъпва донос, в който се твърди, че Шпанберг не е плавал до Япония, а до Корея. В Якутск Шпанберг е арестуван, започва разследване, което продължава до 1740 г. Доносът не се потвърждава и на 17 април 1740 получава заповед да възобнови експедицията.
През 1742 извършва трето плаване на юг от Камчатка и достига до 39º 30` с.ш. на изток от остров Хоншу.

## Следващи години (1742 – 1761)
След приключване на експедицията продължава да служи известно време във флота, след което се пенсионира.
Умира на 26 септември 1761 година в Кронщад на 64-годишна възраст.

## Памет
Неговото име носят:
- връх Шпанберг, в западната част на остров Сахалин;
- връх Шпанберг (64°43′ с. ш. 174°38′ з. д. / 64.716667° с. ш. 174.633333° з. д., 458 м), в Чукотка, на североизточния бряг на Анадирския залив;
- нос Шпанберг (64°42′ с. ш. 174°38′ з. д. / 64.7° с. ш. 174.633333° з. д.), в Чукотка, на североизточния бряг на Анадирския залив;
- остров Шпанберг (76°41′ с. ш. 96°00′ и. д. / 76.683333° с. ш. 96° и. д.), в Карско море, архипелага Норденшелд;
- остров Шпанберг (Шикотан, 43°48′ с. ш. 146°45′ и. д. / 43.8° с. ш. 146.75° и. д.), в Курилските о-ви;
- проток Шпанберг, в Курилските о-ви, между островите Шикотан на североизток и Полонски на югозапад.